# Datson 10
La Datson 10 è un'autovettura di piccole dimensioni costruita dalla casa automobilistica giapponese Datson dal 1930 al 1932.

## Storia
Il prototipo del modello fu presentato nel 1930. La produzione in serie avvenne dal 1931 al 1932. Al modello successe, nel 1932, la Datsun 11.
La Datson 10 possedeva un motore a benzina a quattro cilindri da 495 cm³ di cilindrata. La potenza del propulsore era di 10 CV. Il motore era montato anteriormente, mentre la trazione era posteriore. I tipi disponibili di carrozzeria erano turismo e furgone, entrambe a due porte, mentre non è certo che la versione roadster sia andata al di là dello stadio di prototipo. 